# (8826) Corneville
(8826) Corneville es un asteroide perteneciente al cinturón de asteroides, descubierto el 13 de agosto de 1988 por Eric Walter Elst desde el Observatorio de la Alta Provenza, Francia.

## Designación y nombre
Designado provisionalmente como 1988 PZ1. Recibe su nombre por Corneville-sur-Risle, un pequeño pueblo de Normandía, escenario de la opereta de 1877 de Robert Planquette Les cloches de Corneville. El castillo ha sido abandonado. Sin embargo, las campanas sonarán cuando el propietario legal del castillo vuelva a tomar posesión de su propiedad.

## Características orbitales
Corneville está situado a una distancia media del Sol de 3,158 ua, pudiendo alejarse hasta 3,752 ua y acercarse hasta 2,565 ua. Su excentricidad es 0,188 y la inclinación orbital 0,477 grados. Emplea 2050,09 días en completar una órbita alrededor del Sol.
Los próximos acercamientos a la órbita de Júpiter ocurrirán el 29 de octubre de 2076, el 14 de agosto de 2087 y el 5 de junio de 2098.
Pertenece a la familia de asteroides de (24) Themis.

## Características físicas
La magnitud absoluta de Corneville es 13,21. Tiene 11,829 km de diámetro y su albedo se estima en 0,087.